# Zvonimir Iveković (atletičar)
Zvonimir „Zvonko” Iveković (Bjelovar, 10. srpnja 1935. – Bjelovar, 2. siječnja 2023.) bio je hrvatski atletski trener i bivši atletičar.

## Životopis
Djetinjstvo je proveo u rodnom Bjelovaru. Zaljubio se u atletiku nakon posjeta atletskog natjecanja na stadionu Kantrida u Rijeci, 1952. godine.Od tada se bavio atletikom. U Zagrebu je završio školu za trenera 1954. godine.  Na Fakultetu za fizičku kulturu u Zagrebu (današnjem Kineziološkom fakultetu) specijalizirao je rekreaciju. Studirao je i na Pedagoškoj akademiji. 
Natjecao se dvadeset godina u atletskoj disciplini 110 m prepone. Pobijedio je na Hanžekovićevom memorijalu u Osijeku 1963. godine. To je bio jedini Hanžekovićev memorijal izvan Zagreba. O njegovoj pobjedi se puno pisalo, bio je na naslovnici Sportskih novina. Jedan od njegovih trenera bio je Ivan Gubijan, osvajač srebrne medalje na Olimpijskim igrama u Londonu 1948. godine. Nastupao je za državnu reprezentaciju. Dao je velik doprinos u razvoju sporta i rekreacije u Bjelovaru, organizirao je sa suradnicima raznovrsna prvenstva sportaša rekreativaca. Devet godina predavao je tjelesni odgoj i promicao atletiku u Medicinskoj školi u Bjelovaru.
Djelovao je kao atletski trener od osnutka atletskog kluba u Bjelovaru, koji se u početku zvao AK Partizan, a kasnije AK Bjelovar. Postigao je vrlo zapažane rezultate kao atletski trener. Pod njegovim vodstvom klub je dao tridesetak reprezentativaca i 12 državnih rekordera usprkos nedostatku pravog atletskog stadiona. Vodio je državnu atletsku reprezentaciju na tri europska prvenstva. Desetak puta vodio je reprezentaciju na nastupima u inozemstvu. Bio je predsjednikom atletskih trenera Hrvatske, članom komisije za natjecanje i delegat na prvenstvima države. Bio je i član Izvršnog odbora, Stručne komisije i predsjednik Natjecateljske komisije te predsjednik Hrvatske atletske lige-sjever. Uz sve to, bio je i poznati i cijenjeni atletski sudac na velikim atletskim natjecanjima.